# Kir Ianulea
Kir Ianulea este o nuvelă și o povestire fantastică și istorică din 1909 scrisă de Ion Luca Caragiale.

## Vezi și
- Proza fantastică românească